# John Maitland, 1:e hertig av Lauderdale
John Maitland, 2:e earl och 1:e hertig av Lauderdale, född den 24 maj 1616 på Lethington, död den 20 eller 24 augusti 1682 i Tunbridge Wells, var en skotsk statsman.

## Biografi
John Maitland var son till John Maitland, 1:e earl av Lauderdale, sonson till John Maitland, 1:e lord Maitland av Thirlestone.
Han började sin bana som ivrig presbyterian och anhängare av "the covenant", intog 1647 en omtvistad ställning till Karl I:s utlämnande till engelska parlamentet, men förhandlade under kungens sista år ivrigt i dennes intresse för skotsk hjälp åt Karls sak mot dennes accepterande av presbyteriansk kyrkoförfattning i Skottland.
Han begav sig 1649 till Karl II i Republiken Förenade Nederländerna, åtföljde denne till Skottland och blev 1651 fången vid Worcester, varefter han satt i engelskt fängelse till mars 1660, då han befriades av general Monk. Han uppsökte i maj Karl II i Breda och blev genast en av dennes förtroligaste rådgivare.
Maitland var 1660–1680 kungens statssekreterare för Skottland. Som sådan var han Skottlands verklige styresman och arbetade med framgång på att göra kungen enväldig både i stat och kyrka. Bland annat påtvang han sina landsmän biskoplig kyrkoförfattning och förföljde presbyterianerna med stor hänsynslöshet.
Med orätt har Maitland räknats till den så kallade "Cabalen", ty han var inte invigd i Karl II:s ränker med Ludvig XIV och hyste föga intresse för Karls engelska politik. Han stod på höjden av sin makt 1672, då han upphöjdes till hertig av Lauderdale. Från 1673 uppväxte mot honom en med åren allt starkare opposition. Denna tog sig bland annat uttryck i upprepade, men resultatlösa adresser till kungen från engelska parlamentet om att avlägsna honom från rådgivarkretsen. Bruten till hälsan, avgick han 1680 från statssekreterarsysslan och miste 1682 kort före sin död sina övriga ämbeten.
Verner Söderberg ger följande omdöme i Nordisk Familjebok: "M. var intellektuellt rikt begåfvad, men lågsinnad och utsväfvande, och de grymma förföljelserna mot hans forna presbyterianska trosfränder ådrogo honom välförtjänt hat i hela Skottland."